# Korsören (väster om Södra Vallgrund, Korsholm)
Korsören är en ö i Finland.   Den ligger i den ekonomiska regionen  Vasa  och landskapet Österbotten, i den västra delen av landet, 400 km nordväst om huvudstaden Helsingfors. Arean är 0,29 kvadratkilometer.
Terrängen på Korsören är mycket platt. Den sträcker sig 1,1 kilometer i nord-sydlig riktning, och 0,5 kilometer i öst-västlig riktning.